# Кювлиев, Йордан
Йордан Кювлиев (болг. Йордан Кювлиев / Yordan Kyuvliev / Jordan Kjuvliev; 3 октября 1877, Сливен, Османская империя — 15 августа 1910, море у Несебра, Болгария); болгарский живописец-пейзажист и портретист постимпрессионистского направления первого десятилетия XX века. Одним из первых в Болгарии осваивал сложные задачи пленэра.

## Биография
Йордан Кювлиев родился 23 октября 1877 года в Сливене. Вначале Йордан Кювлиев собирался делать техническую карьеру; с 1895 изучал архитектуру и гражданское строительство в Генте (Бельгия). В 1898 поменял решение и поступил в Королевскую Академию изящных искусств (англ.) в (Антверпене). В 1902 он окончил Академию и вернулся в Болгарию. Получил назначение на должность преподавателя в Промышленное текстильное училище Архивная копия от 18 февраля 2019 на Wayback Machine (болг.) в Сливене. Отправляет в 1904 картину «Отчий дом» на Всемирную выставку в Сент-Луисе, США. Начал принимать участие в коллективных выставках в стране. Принимает активное участие в культурной жизни города. Сохранился театральный занавес «Рассвет», созданный Кювлиевым для городского театра Сливена. Его работы включены в каталог Международной художественной выставки в мюнхенском Стеклянном дворце (1909). Тематика его искусства, это — главным образом портрет и пейзаж. В его работах жанр морского пейзажа делает первые шаги в Болгарии.
В 1905 году вместе с Йосифом Зобелем основал Национальный музей в городской библиотеке Сливена «Заря». Член-основатель Союза южнославянских художников Лада (1904).
Погиб, пытаясь спасти утопающего 15 августа 1910 года.

## Память
В памяти сограждан он остался, помимо прочего, как водитель и владелец первого в городе Сливен автомобиля, попавшего в первую на улицах Сливена аварию.
В последние десятилетия в Болгарии возрос интерес к личности Йордана Кювлиева, проходят выставки по всей стране, публикуются каталоги.
В Сливене есть улица, названная в честь художника.

## Изображения в сети
- Портрет Йордана Кювлиева (литография)
- Йордан Кювлиев. Портрет Сирака Скитника, 1906